# Robert Williams (Astronom)

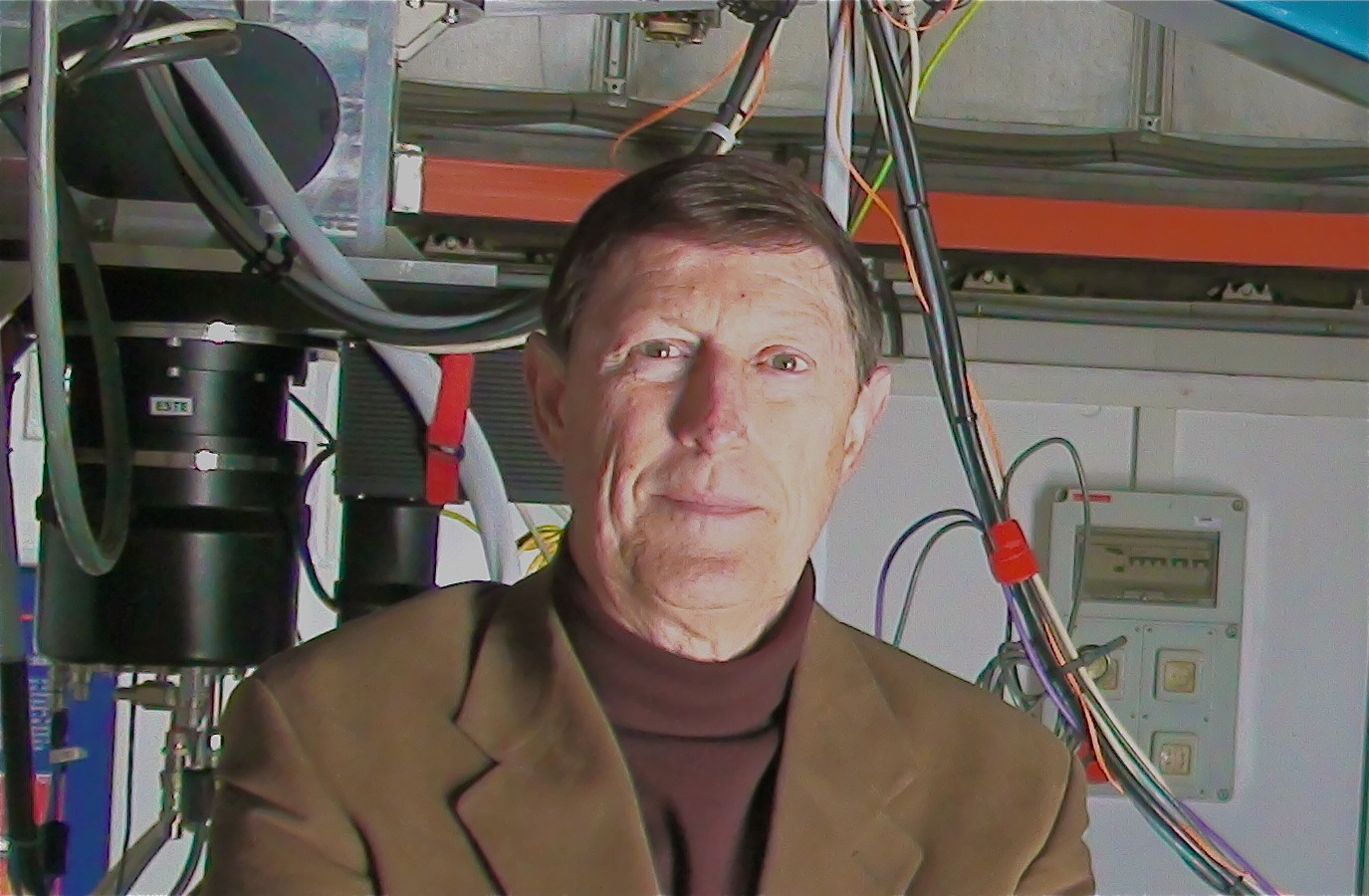
Robert Williams

Robert Eugene Williams (* 14. Oktober 1940 in Dunsmuir) ist ein US-amerikanischer Astronom.
Williams studierte an der University of California, Berkeley, mit dem Bachelor-Abschluss 1962 und wurde 1965 an der University of Wisconsin promoviert. 1965 wurde er Assistant Professor und später Professor an der University of Arizona in Tucson. 1986 bis 1993 war er Direktor des Cerro Tololo Inter-American Observatory. Er war 1993 bis 1998 Direktor des Space Telescope Science Institute, dem das Hubble-Weltraumteleskop unterstand. In dieser Funktion vergab er 1996 sowohl dem High-Z Supernova Search Team und dem Supernova Cosmology Project Beobachtungszeit (was zu einer der wichtigsten Entdeckungen der Kosmologie beitrug, der beschleunigten Expansion des Universums) und in seine Zeit fiel auch Hubble Deep Field. Ab 1993 war er außerdem Adjunct Professor an der Johns Hopkins University.
1971/72 war er als Fulbright Professor an der Universität London und 1984/85 am NASA Ames Research Center. 2009 bis 2012 war er Präsident der International Astronomical Union.
Er befasste sich unter anderem mit spektroskopischen Untersuchungen von Nebeln und Novae.
2016 erhielt er die Karl-Schwarzschild-Medaille und er erhielt 1998 den Beatrice M. Tinsley Prize, 1991 einen Humboldt-Forschungspreis und 1999 die NASA Distinguished Public Service Medal.  Er ist Mitglied der American Academy of Arts and Sciences. 2015 wurde ein Asteroid nach ihm benannt: (359474) Robertwilliams.